# Henk Bijvanck
Henk Bijvanck (* 6. November 1909 in Koedoes (Insel Java); † 5. September 1969 in Heemstede) war ein niederländischer Komponist.

## Leben
Er studierte Klavier und Musiktheorie bei Carl Oberstadt in Den Haag. 1929 ging Bijvanck nach Wien, wo er bei Franz Schmidt Komposition und Frau Prof. Andrasszy Klavier studierte.
Von 1932 bis 1938 arbeitete er als Komponist in Wien. 1938 kehrte er zurück nach Den Haag, wo er bis 1943 blieb. Von 1943 bis 1945 arbeitete Bijvanck am Institut der Wiener Sängerknaben und an der Wiener Volksoper. Danach ging er nach Amsterdam, wo er bis 1947 am Musiklyzeum arbeitete. Bijvank war auch für den holländischen Rundfunk tätig.

## Kompositionen
In der Zeit von 1938 bis 1943 schrieb Bijvanck verschiedene Stücke für Klavier, ein Klavierkonzert, ein Requiem, ein Streichquartett, Sonaten für Violine und Klavier und mehrere Lieder.
In Wien schrieb er ein Violin-Konzert, die Befreiungssymphonie (Bevrijdingssymphonie) und ein Mysterienspiel Il santo, welches die Form eines mimischen Balletts mit Orchesterbegleitung und Sprechgesang hat.
1945 schrieb er eine dramatische Oper in vier Akten Josef und seine Brüder. 1946 führte das Concertgebouw-Orchester unter Leitung von Hein Jordans die Befreiungssymphonie auf.
Seit 1946 komponierte Bijvanck Lieder für alle Arten von Stimmen, drei Harfenlieder von König David (Texte von Joost van den Vondel), eine Sonate für Violoncello, Kompositionen für Klavier, eine Symphonietta für Streichorchester und die Lourdes-Symphonie mit einem großen Abschlusschor der Betrübten.
Für Liedkompositionen benutzte Bijvanck auch Gedichte von Christian Morgenstern:
- O traure nicht!
- Liebe, Liebste, in der Ferne aus Und aber ründet sich ein Kranz, komponiert 1965
- Segelfahrt aus Ein Sommer
- Wasserfall bei Nacht aus Wir fanden einen Pfad, komponiert 1965
- Traumwald aus Melancholie, komponiert 1967
- Wie kann ein Tag voll so viel Schmerzen, komponiert 1964